# Anhedrisch

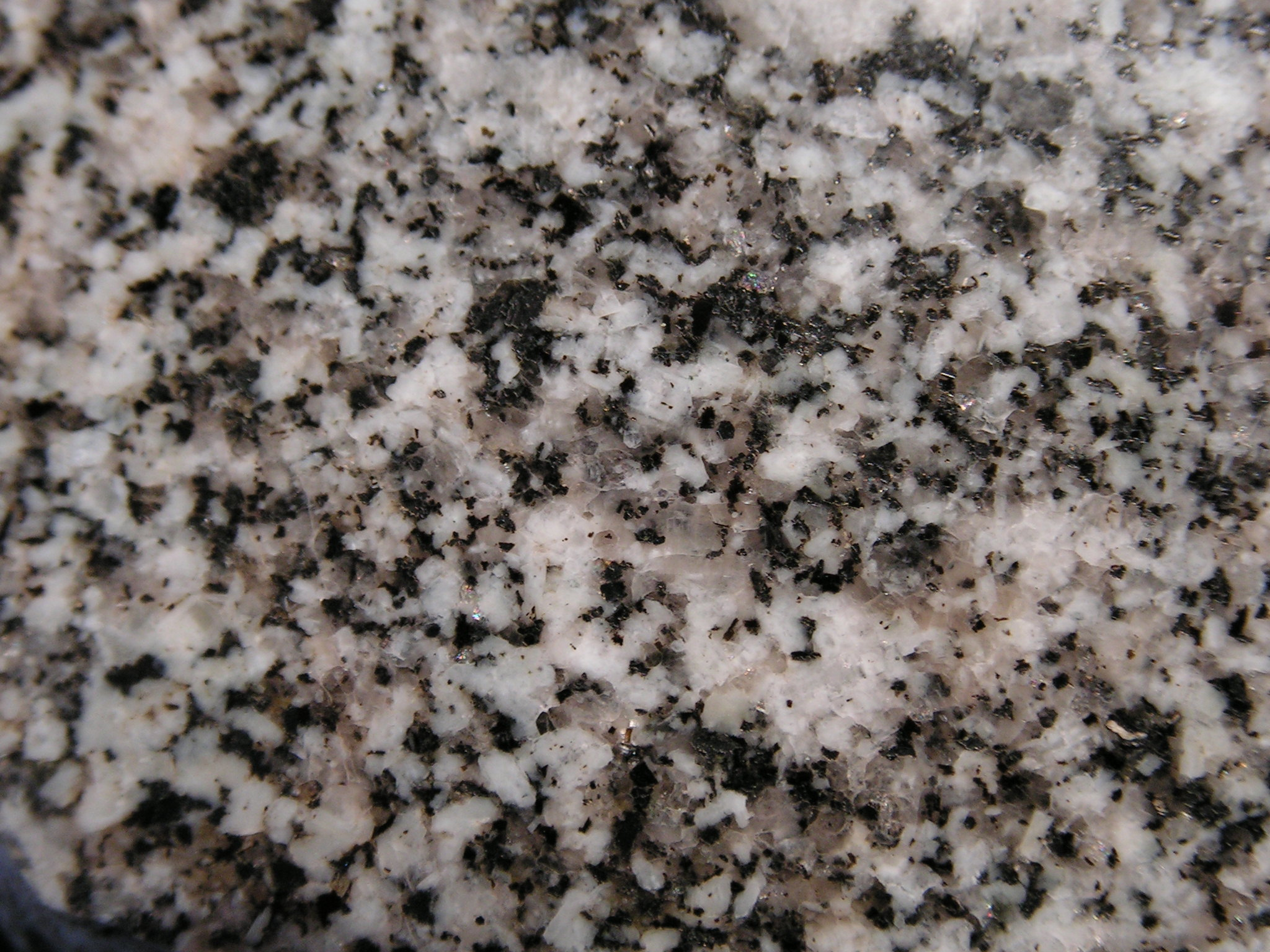
Een voorbeeld van xenomorfe kristallen zijn kwartskristallen (grijs) in graniet.

Anhedrisch (Grieks: an (αν) = zonder en hedron (έδρον) = vorm), allotriomorf of xenomorf zijn in de petrologie termen voor kristallen die niet de voor hun mineraal gebruikelijke vorm hebben. Anhedrische kristallen worden niet begrensd door duidelijke rechte kristalvlakken.
Het tegenovergestelde van een anhedrisch of xenomorf is euhedrisch of idiomorf, termen die gebruikt worden voor een kristal dat "vrij" kan groeien en waarvan de vorm alleen bepaald wordt door de interne kristalstructuur van het betreffende mineraal.
Van een gesteente dat voornamelijk uit anhedrische kristallen bestaat wordt de textuur panidiomorf genoemd.

## Ontstaan
Anhedrische kristallen ontstaan doordat het betreffende mineraal stolde terwijl er al meerdere mineralen in het gesteente in de vaste fase waren. De kristallen van het mineraal nemen daarom de vorm aan van de holtes tussen andere mineralen en hebben niet de voor het betreffende mineraal typische vorm. Anhedrische kristallen (xenomorfen) zijn in stollingsgesteente typisch bij mineralen uit de grondmassa van snel stollende lava's en ondiepe magma's. In sedimentaire gesteenten komen xenomorfen voor bij mineralen die het cement vormen dat ontstaat bij diagenese.